# FGM-148 Javelin

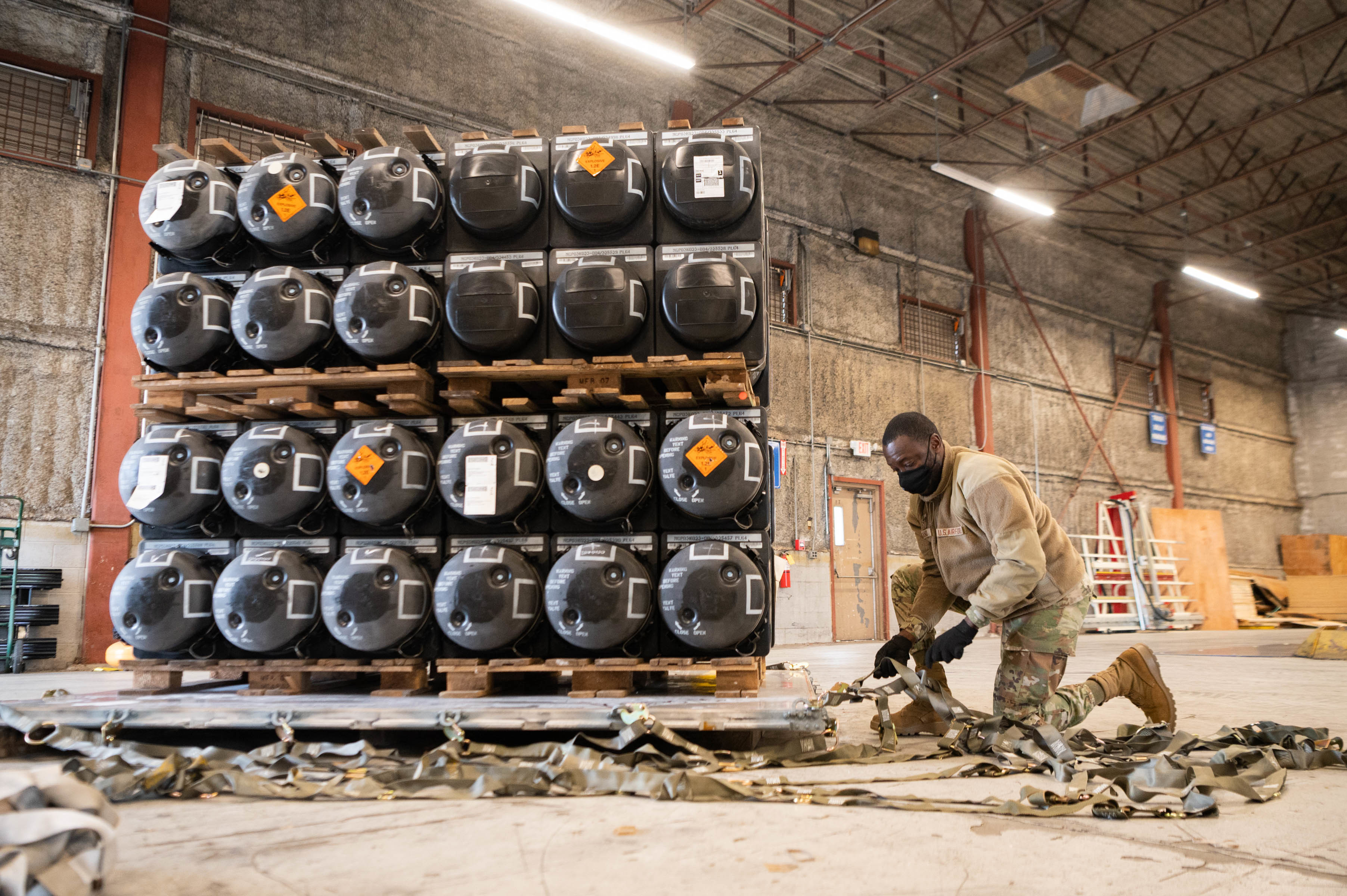
Amerikansk flygsoldat förbereder Javelin-missiler för att levereras till Ukraina på Dover Air Force Base i Delaware, USA, den 22 januari 2022

FGM-148 Javelin är en amerikansktillverkad så kallad pansarvärnsrobot, som har utvecklats för USA:s armé.
Javelin är av så kallad "fire-and-forget"-typ, vilket innebär att den låser på målet före avfyrning, och med hjälp av infraröd spårning automatiskt söker sig mot målet. Systemet använder så kallad top-attack-teknik, vilket innebär att roboten stiger för att sedan dyka ned mot målet för att träffa den oftast mindre bepansrade ovansidan av målet. Den kan även avfyras konventionellt.

## Användare
FGM-148 Javelin används bland annat av Australien, 
Bahrain, 
Förenade Arabemiraten, 
Irland, Kanada, 
Jordanien, Litauen, 
Mexiko, 
Nya Zeeland, Norge, 
Oman, 
Pakistan, 
Storbritannien, 
Taiwan, 
Tjeckien och USA
USA levererade Javelin-missiler till Ukraina i början av 2022 före den ryska invasionen  den 24 februari 2022.